# Hermanas de Santo Domingo de Cracovia
La Congregación de Hermanas de Santo Domingo (oficialmente en latín: Sorores Ordinis Sancti Dominici in Polonia, cooficialmente en polaco: Zgromadzenie Sióstr świętego Dominika) es un instituto religioso católico femenino, de vida apostólica y de derecho pontificio, fundado por la religiosa polaca Róża Kolumba Białecka, en Wielowieś, en 1861. A las religiosas de este instituto se les conoce también como Hermanas de Santo Domingo de Polonia o simplemente como dominicas de Cracovia. Las mujeres miembros de este instituto posponen a sus nombres las siglas O.P.

## Historia

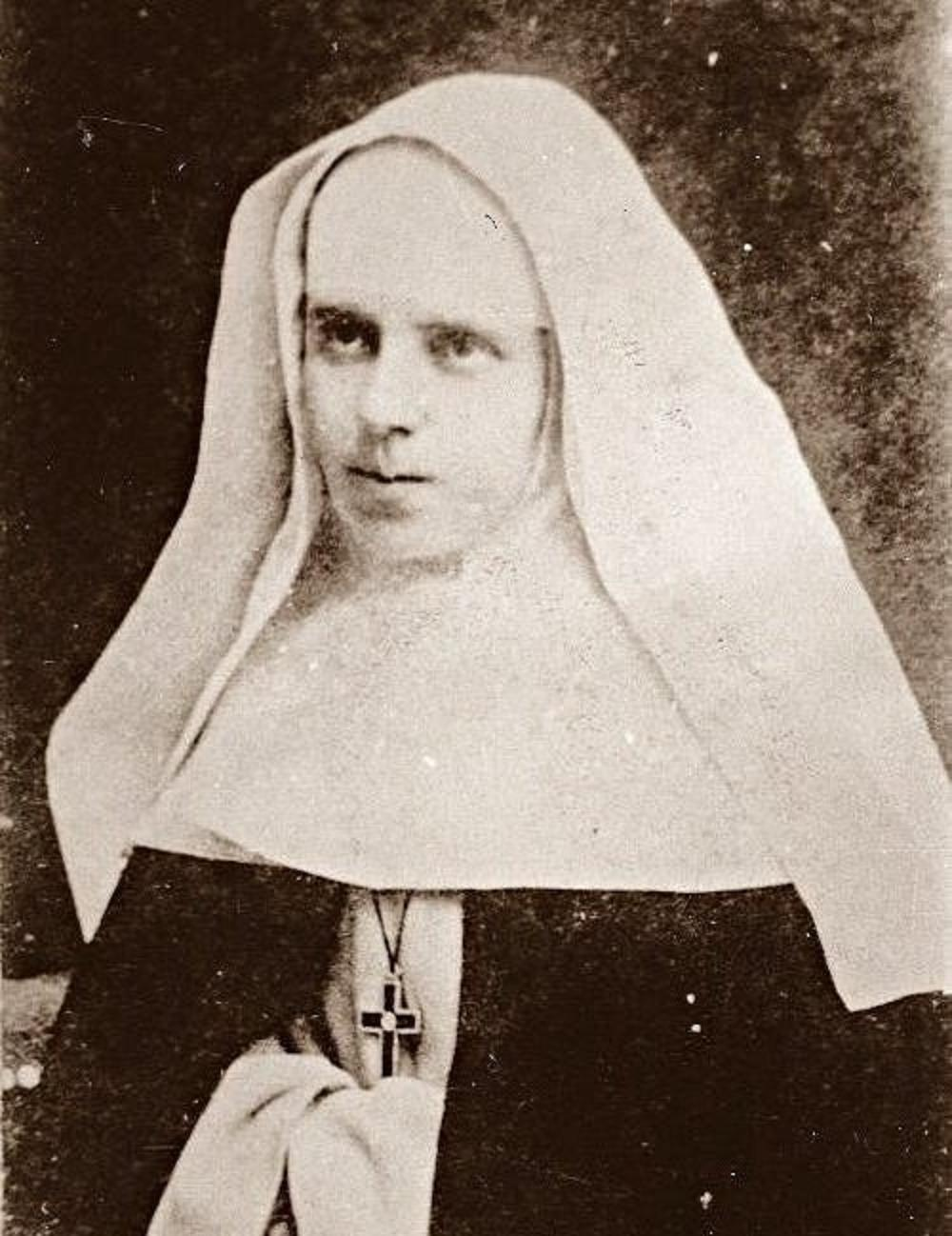
Róża Kolumba Białecka (1838-1887), fundadora de la congregación, es considerada venerable en la Iglesia católica.

Cuando Róża Kolumba Białecka, una terciaria dominica polaca, en 1856, conoció al maestro general de la Orden de los Predicadores, Alexandre Vincent Jandel, decidió, por inspiración de este, dar inicio a una nueva congregación de terciarias regulares dominicas en Polonia. De ese modo, Białecka, junto a un grupo de mujeres, abrieron la primera casa en 1861 en Wielowieś. En 1867 recibieron la aprobación de parte de Antoni Józef Manastyrski, obispo de Przemyśl, como congregación religiosa de de derecho diocesano.
Las religiosas fueron agregadas a la Orden de los Predicadores en 1885 y obtuvieron la aprobación pontificia, mediante decretum laudis del 21 de marzo de 1885, del papa León XIII.

## Organización
La Congregación de Hermanas de Santo Domingo es un instituto religioso de derecho pontificio, internacional y centralizado, cuyo gobierno es ejercido por una priora general. La sede central se encuentra en Cracovia (Polonia).
Las dominicas de Cracovia se dedican a diferentes a la educación e instrucción cristiana de la juventud y a la atención de los enfermos. Estas religiosas visten un hábito compuesto por una túnica blanca y velo negro y forman parte de la familia dominica. En 2017, el instituto contaba con 363 religiosas y 55 comunidades, presentes en Bielorrusia, Camerún, Canadá, Italia, Estados Unidos, Polonia, Rusia y Ucrania.